# Dundurn
Dundurn es un pueblo canadiense situado en la provincia de Saskatchewan.

## Superficie
Dundurn tiene una superficie de 1,48 km².

## Demografía
En 2021, tenía 675 habitantes, una densidad poblacional de 456,7 hab./km², y 269 viviendas.